# GT World Challenge Europe Endurance Cup 2022
Navigation
Édition précédente Édition suivante
La saison 2022 du GT World Challenge Europe Endurance Cup est la douzième saison de ce championnat et se déroule du 1er avril au 2 octobre 2022 sur un total de cinq manches.

## Calendrier de la saison 2022
Par rapport à la saison précédente, dont le calendrier avait évolué en raison de la pandémie de Covid-19, deux manches manquent à l'appel, à savoir celle de Monza et celle du Nürburgring, remplacées par Imola qui fait son retour et Hockenheim qui fait son apparition.
| Manche | Course                 | Circuit                                               | Date                   |
| ------ | ---------------------- | ----------------------------------------------------- | ---------------------- |
| 1      | 3 Heures d'Imola       | Autodromo Enzo e Dino Ferrari, Imola, Italie          | 1er-3 avril            |
| 2      | 1000 km du Paul Ricard | Circuit Paul Ricard, Le Castellet, France             | 3-5 juin               |
| 3      | Total 24 Heures de Spa | Circuit de Spa-Francorchamps, Francorchamps, Belgique | 28-31 juillet          |
| 4      | 3 Heures d'Hockenheim  | Hockenheimring, Hockenheim, Allemagne                 | 2-4 septembre          |
| 5      | 3 Heures de Barcelone  | Circuit de Barcelona-Catalunya, Montmeló, Espagne     | 30 septembre-2 octobre |